# Ordine al Merito Civile (Francia)
L'Ordine al Merito Civile è stato un ordine cavalleresco ministeriale francese.

## Storia
L'Ordine è stato fondato il 14 ottobre 1957 e abolito nel 1963 in seguito alla creazione dell'Ordine Nazionale al Merito.

## Classi
L'Ordine disponeva delle seguenti classi di benemerenza:
- Commendatore
- Ufficiale
- Cavaliere

| Nastri    |           |              |
| Cavaliere | Ufficiale | Commendatore |

## Insegne
- Il nastro era blu con una striscia centrale nera con bordi bianchi.